# Black Flag

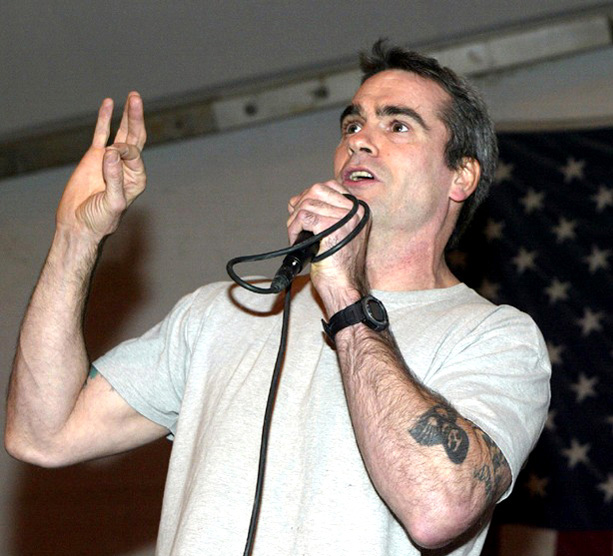
Ex-Leadsänger Henry Rollins (2003)

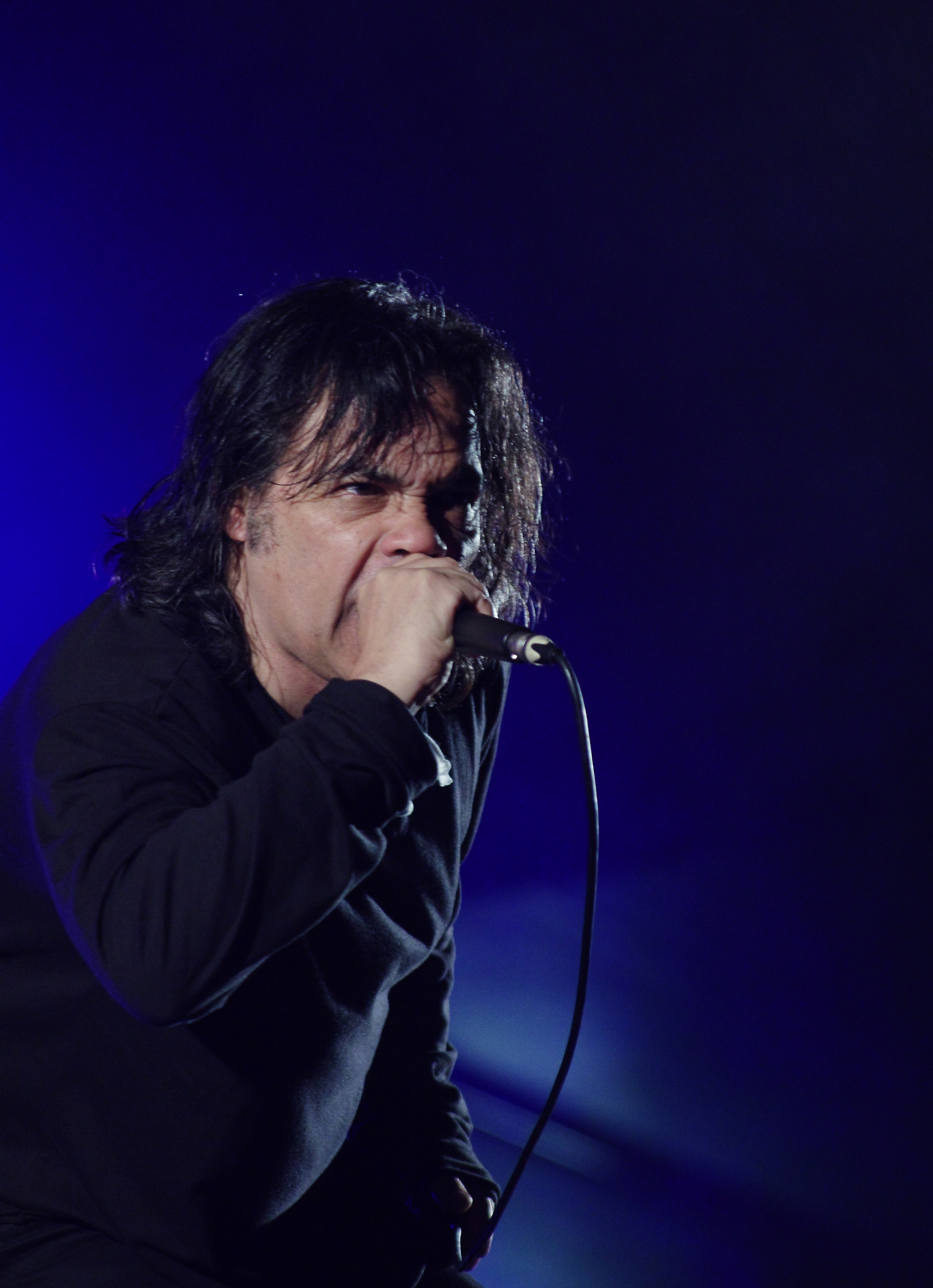
Ex-Leadsänger Ron Reyes (2013)

Black Flag ist eine US-amerikanische Punkrock-Band aus Hermosa Beach im Bundesstaat Kalifornien. Sie wurde 1976 gegründet und gilt als eine der einflussreichsten Bands der frühen amerikanischen Hardcore-/Punkszene.

## Geschichte
Black Flag bildeten sich 1976 im Großraum Los Angeles. Der Name der Band leitet sich von der traditionellen Schwarzen Flagge der anarchistischen Bewegung ab, die auch als Markenzeichen der Band diente. Das Bandlogo ist deshalb eine aus vier schwarzen Balken bestehende, stilisierte Fahne. Entworfen wurde das Logo von Greg Ginns jüngerem Bruder, dem ersten Bassisten der Band Raymond Pettibon (eigentlich Raymond Ginn), der auch für die Gestaltung eines Großteils der Plattencover, Konzertflyer und Fanzines während der 1970er- und 1980er-Jahre verantwortlich zeichnete. Zusätzlich bezieht sich der Name auf das amerikanische Insektenvernichtungsmittel „Black Flag“.
Black Flag erspielten sich schnell einen Ruf durch ihre energetischen Auftritte, die oftmals in Gewalt seitens des Publikums umschlugen. So lebhaft wie ihre Auftritte war auch die Zusammensetzung der Band, deren einziges stetiges Mitglied Gitarrist Greg Ginn war. Zusammen mit Charles Dukowski, der anfangs Bassist der Formation war, gründete er das Musiklabel SST Records, welches zahlreiche Wegbereiter des Punk und des Alternative Rock herausbrachte. 1980 ließ sich die Band mit Sänger Ron Reyes für den Dokumentarfilm The Decline of Western Civilization filmen. Im Jahre 1986 löste sich Black Flag wegen kreativer, körperlicher und finanzieller Erschöpfung auf.
Ginn widmete sich daraufhin SST Records und dessen Ablegern. Er gründete zudem zahlreiche Bands, die alle auf seinen Plattenfirmen veröffentlicht wurden, allerdings war keine von ihnen so erfolgreich wie zuvor Black Flag. Dukowski spielte bei SWA und October Faction, während er auch noch Aufgaben bei SST nachging. Henry Rollins gründete seine eigene Band und arbeitet mittlerweile auch als Verleger, Schauspieler und Autor. Er ist das einzige ehemalige Mitglied, dessen nachfolgende Projekte an den Erfolg von Black Flag anknüpfen konnten. Bill Stevenson widmete sich seinen Projekten ALL und den Descendents. Keith Morris formierte die Punkband Circle Jerks und Off!, Dez Cadena unter anderem die Band DC3. Cadena war zuletzt mit den Misfits auf deren Jubiläumstour zu sehen. Kira Roessler wurde nach ihrem Informatik-Studium im Filmgeschäft als Sound-Editor tätig (zum Beispiel für Insomnia – Schlaflos). Gelegentlich tourt sie mit ihrem ehemaligen Ehemann Mike Watt in der zweiköpfigen Band DOS.
Im September 2012 ließen die beiden ehemaligen Sänger Morris und Rollins „Black Flag“ beim US-Patentamt als Marke auf sich eintragen. 2013 reformierte Ginn daraufhin Black Flag. Als Sänger war wieder Ron Reyes dabei, der bereits von 1980 bis 1981 Sänger war. Greg Ginn übernahm wieder die Rolle des Gitarristen. Neu in der Band waren Dave Klein (Bass) und Gregory Moore am Schlagzeug. Parallel dazu gingen Morris, Ex-Bassist Dukowski, Ex-Schlagzeuger Stevenson und Descendents-Gitarrist Stephen Egerton unter dem Namen „Flag“ auf Tournee; später stieß noch Cadena dazu. Im August 2013 reichte Ginn Klage gegen die „Flag“-Mitglieder wegen der Verwendung des Bandnamens und -Logos sowie gegen Morris und Rollins wegen rechtswidriger Eintragung der Marke „Black Flag“ ein. Bezüglich letzterer Klage brachte Ginn vor, dass Morris und Rollins bei der Markeneintragung wahrheitswidrige Angaben gemacht und dass er und SST Records die Marke seit 1978 kontinuierlich verwendet hätten. Das Gericht sprach Ginn und SST Records die Markenrechte zu, sah im Bandnamen „Flag“ aber keine Verwechslungsgefahr, so dass Flag weiter unter diesem Namen auftreten durften.
Im November 2013 gab Sänger Ron Reyes bekannt, dass er die Band erneut verlässt. Grund hierfür waren unter anderem seine Differenzen mit Greg Ginn und dem aktuellen Tourmanager der Band Mike Vallely. Vallely, der Ron Reyes während der Australian-Hits-and-Pits-Tour bei einem Auftritt mit Black Flag das Mikrofon wegnahm und sagte “You’re done, party’s over, get off, it’s over…” (dt. „Du bist fertig, die Party ist vorbei! Hau ab, es ist vorbei!“) und den Rest des Auftritts selbst weitersang, gab im Januar 2014 bekannt, dass er offiziell der neue Sänger von Black Flag ist. Kurz nach dieser Bekanntgabe kündigte Bassist Dave Klein an, dass er die Band wieder verlassen werde. Im Dezember 2013 erschien das neue Album What The… auf dem Ron Reyes noch als Sänger zu hören ist. Der Song My War aus dem gleichnamigen Album ist Teil des Soundtracks zum Videospiel Grand Theft Auto V (2013) und ist im Spiel auf dem Radiosender Channel-X zu hören.

## Stil
Im Laufe der Zeit und nach vielen Besetzungswechseln änderte sich der Stil der Formation allmählich vom Hardcore hin zu Doom Metal, und Mitte der 1980er-Jahre flossen auch starke Avantgarde-Jazz-Einflüsse mit ein. Henry Rollins, der später als Jazz-Fan bekannt wurde, nahm die Gelegenheit wahr, um erste Versuche im Bereich von Spoken-Word-Vorstellungen darzubieten.
In inhaltlicher Hinsicht prägten Black Flag den für die Hardcoreszene stilbildenden DIY-Ethos. Konzerte wurden selbst oder durch befreundete Bands organisiert und beworben und die Tonträger über das bandeigene Label SST produziert. Der Journalist und Schriftsteller Michael Azerrad zählt Black Flag zu den ersten Bands, die die für den Hardcore typische Einstellung vertreten hätten, sich nicht in „das System“ zu integrieren, sondern sich eine eigene Lebenswelt zu schaffen.

## Diskografie (Auszug)
- 1981: Damaged (SST Records)
- 1983: Everything Went Black (SST Records)
- 1984: The First Four Years (SST Records)
- 1984: My War (SST Records)
- 1984: Family Man (SST Records)
- 1984: Slip It In (SST Records)
- 1985: Live ‘84 (SST Records)
- 1985: Loose Nut (SST Records)
- 1985: In My Head (SST Records)
- 1986: Who’s Got the 10 1/2 (SST Records)
- 2013: What The... (SST Records)

### Kompilationen
- 1983: The First Four Years (SST Records)
- 1987: Wasted…Again (SST Records)